# Фелицитата и Перпетуя
Фелицитата и Перпетуя са две жени-мъченици за християнската вяра - робиня и нейната господарка, които са част от група християни, загинали на арената на местния цирк (наказани с damnatio ad bestias) в Римски Картаген (сега Картанген, Тунис) по времето на гонение над християните предприето от римския император Септимий Север (сам произлизащ от романизирана либо-финикийска или пуническа фамилия). Фелицитата и Перпeтуя са приети за светици-закрилници на града.
Датата на смъртта им вероятно е 7 март 203 г. Историята им е известна от раннохристиянско съчинение, наречено „Страстите на Света Перпетуя, Фелицитата и пострадалите с тях“ – един от първите подобни документи в историята на християнската църква - съставено въз основа на личния дневник на матроната Перпетуя и свидетелства на очевидци на нейното и на сподвижниците й затворничество и екзекуция.

## Житие
Перпетуя произхожда от знатен род (източниците не сочат какъв – римски или пунически) и живее в Римски Картаген. Баща й е езичник, майка й - християнка.
Първоначално, както Перпетуя и Фелицитата, така и Ревокат (също слуга) и благородниците Саторнил/Сатурнин и Секунд са катехумени/оглашени (хора, очакващи ритуала си по свето кръщение). Те изглежда са напътствани в християнството от проповедник на име Сатур (Сатир), описван като брат на Перпетуя, който вече е кръстен. Перпетуя и приятелите й са задържани по нареждане на езическите картагенски съдии и хвърлени в тясна тъмница. Престояват известно време там, а после Перпутуя успява да подкупи управата на затвора и ги местят в по-обширни помещения, в очакване на разпитите им, които са отлагани с надеждата да размислят. Междувременно те съумяват да получат посещения и от духовници, които извършват кръщенията им. Когато бащата на Перпетуя научава за това полага усилия да я убеди да се отрече от вярата си, което по-късно прави и прокураторът, който я разпитва.
22-годишна Перпетуя овдовява, все още кърмейки първото си дете-момченце и вече носеща следващото си, което после излиза момиче (то се ражда няколко дни преди смъртта й). По време на задържането ѝ бащата на Перпетуя я навестява и всячески се мъчи да използва физическата и емоционалната й привързаност към бебето й за да направи по-склонна да отстъпи от намерението си да умре мъченически, но не успява. Според Константин Победоносцев („История на православната църква до началото на разделението на църквата“) той дори съветва Перпетуя за се покаже предана на императора да пожертва по стар пунически обичай (вероятно част от предполагаемия култ към Молох) детето в негова чест, но тя отказва.
 

На разпита Перпетуя настоява, че е християнка и трябва да има съдбата на останалите. Но по закон, като бременна, трябва да бъде пощадена. За нейна радост, ражда преждевременно и така се оказва в числото на осъдените. Докато е в затвора, тя получава видение, свързано с последвалата гибел на групата й; част от него описва следният пасаж (отразяващ и това, че от групата й първи умира Сатур):
| „ | Видях златна стълба, извънредно висока, която стигаше от земята до небето. Тя беше толкова тясна, че по нея едва можеше да се изкачи един човек, а от двете ѝ страни бяха забити остри мечове, ножове, копия, кинжали, гвоздеи, куки, и други подобни предмети. В долния край на стълбата се намирше страшен змей, готов да се нахвърли върху тези, които се опитваха да се изкачат. Без да обръща внимание на змея, Сатир без страх пръв се изкачи по стълбата. Като стигна благополучно до последното стъпало, той се обърнал към мене с думите: - Перпетуя! Чакам те, но се пази да не те погълне змеят. - Аз не се боя от него – отговорила му Перпетуя. | “ |

Перпетуя, Фелицитата и сподвижниците им са изкарани на арената срещу разни свирепи животни, конкретно жените - срещу една много буйна биволица, за да ги убие с рогата си. Всички получават тежки наранявания, но нито един не е убит от зверовете. Самата Перпетуя макар и прободена и подхвърляна неколкократно от биволицата, намира сили да приведе в приличен вид разкъсаните си дрехи и да оправи прическата си, след което помага в същия дух й на припадналата Фелицитата. После те и мъжете, които са се били с пантери и мечки, са окончателно осъдени от тълпата на смърт. Екзекуторът, според обичая е гладиатор, който собственоръчно трябва да ги заколи, но това не му се отдава добре и накрая Перпетуа се доубива с меча му, наръгвайки се в гърлото.